# Asma Agbarieh
Asma Agbarieh-Zahalka (Hebreo: אסמא אגבארייה, Nacida en 1974) es una periodista israelí y activista política que dirige el partido Organización para la Acción Democrática (Da'am). Es una de las pocas mujeres israelíes a la cabeza de un partido político.

## Biografía
Agbarieh nació en una familia musulmána y se crio en Jaffa. En 1995, después de completar sus estudios de pregrado en la Universidad de Tel Aviv en árabe en la literatura y la educación y la enseñanza, comenzó a trabajar como redactora de Al-Sabar, la edición en idioma árabe de la revista Etgar (Desafío) publicado por el recién fundado partido policio Da'am. Se unió al partido y se convirtió en activa en sus actividades sociopolíticas, centrándose en la escasez de viviendas de la ciudad, la calidad de la educación, y la situación de la mujer.